# Pavlíkov
Pavlíkov è un comune mercato della Repubblica Ceca facente parte del distretto di Rakovník, in Boemia Centrale.